# Molukse dwergnachtzwaluw
De Molukse dwergnachtzwaluw (Aegotheles crinifrons) is een vogel uit de familie dwergnachtzwaluwen (Aegothelidae).

## Verspreiding en leefgebied
Deze soort komt voor op de eilanden Halmahera en Batjan in de noordelijke Molukken.